# الکساندر چرتوگانوف
الکساندر چرتوگانوف (ترکی آذربایجانی: Aleksandr Çertoqanov؛ زادهٔ ۸ فوریهٔ ۱۹۸۰) بازیکن فوتبال اهل اوکراین است.
از باشگاه‌هایی که در آن بازی کرده‌است می‌توان به باشگاه فوتبال قبله، باشگاه فوتبال کشله، باشگاه فوتبال باکو، باشگاه فوتبال نفتچی باکو، باشگاه فوتبال سیمرغ زاقاتالا، باشگاه فوتبال اسپارتاک ایوانو-فرانکیفسک، و باشگاه فوتبال سومقاییت اشاره کرد.
وی همچنین در تیم ملی فوتبال جمهوری آذربایجان بازی کرده‌است.